# Vitrac-sur-Montane
Vitrac-sur-Montane ist eine französische Gemeinde mit 239 Einwohnern (Stand 1. Januar 2022) im Département Corrèze in der Region Nouvelle-Aquitaine. Die Gemeinde ist Mitglied des Gemeindeverbandes Tulle Agglo.

## Geografie
Die Gemeinde liegt im Zentralmassiv am Fluss Montane, im südlichen Teil des Plateau de Millevaches und ist von ausgedehnten Wäldern umgeben. Die Präfektur des Départements Tulle befindet sich rund 23 Kilometer südwestlich. Die Autoroute A89 durchquert den Südosten der Gemeinde.
Nachbargemeinden von Vitrac-sur-Montane sind Sarran im Norden, Rosiers-d’Égletons im Osten, Eyrein im Süden sowie Corrèze im Westen.

## Wappen
Beschreibung: In Blau ein gedrückter silberner Sparren mit einem liegenden silbernen Halbmond unter rotem Schildhaupt mit drei fünfstrahligen roten Sternen balkenweis.

## Einwohnerentwicklung
| Jahr      | 1962 | 1968 | 1975 | 1982 | 1990 | 1999 | 2007 | 2016 |
| Einwohner | 280  | 303  | 286  | 239  | 244  | 214  | 252  | 261  |